# Pompelmoes (Citrus maxima)
De pompelmoes (Citrus maxima) is een citrusvrucht en een boom, die tot 10 meter hoog kan worden. De vrucht lijkt wel wat op de pomelo (Citrus maxima × Citrus ×paradisi)  en op de grapefruit (Citrus ×paradisi), maar is groter en heeft een dikkere schil. 
De grapefruit is een kruising van de pompelmoes en de sinaasappel (Citrus sinensis), die pompelmoes genoemd wordt in België en in mindere mate in Nederland.

## Naam
De naam pompelmoes komt waarschijnlijk oorspronkelijk uit het Tamil (pampa limāsu (பம்பரமாசு) = grote citroen, vgl. Portugees pomposos limões) en is via het Nederlands door andere talen overgenomen, zoals te zien in het Italiaanse pomelo, Franse pamplemousse en het Duitse Pampelmuse. In het Engels worden onder andere de namen pomelo, pummelo, pamplemousse, jabong en shaddock gebruikt.
In Vlaanderen wordt het woord pompelmoes algemeen gebruikt voor 'grapefruit', wat tot verwarring kan leiden.

## Beschrijving
De bladstelen van de pompelmoes zijn breed gevleugeld, 5-20 cm lang en 2-12 cm breed. De witte bloem is 3-7 cm groot, heeft 20-25 meeldraden en staat solitair of tot tien in de bladoksels en aan de scheuttoppen. De bloemkroon is vier- of vijfbladig. De jonge twijgen zijn donsachtig behaard. 
De gele vrucht met dikke schil kan tot 30 cm in doorsnee worden en is zuurder dan de grapefruit. Het vruchtvlees kan afhankelijk van het ras wit of rozeachtig zijn. Enkele rassen zijn 'Hirado Buntan', 'Pink', 'Red Bantam' en 'Kao Phuang'. Er zijn tussen de rassen echter grote verschillen in zoetheid, grootte, vorm, kleur en hoeveelheid etherische olie in de schil.
De pompelmoes is een veel voorkomende vrucht in Suriname, dan wel voornamelijk de variant met het rose-rode vruchtvlees.

## Pompelmoes en medicijnen
In het gebruiksvoorschrift van verschillende medicijnen wordt combinatie met pompelmoes afgeraden, aangezien die de werking van het medicijn versterkt. Dit is onder andere het geval met sommige bloeddruk- en cholesterolverlagers. Dit komt door de aanwezigheid van furocoumarinen. Het CYP3A4-enzym in de darm en de lever breekt lichaamsvreemde stoffen (waaronder diverse geneesmiddelen) af. De furocoumarinen blijken dat enzym tegen te werken. Dit is ook het geval bij de grapefruit, die veel vaker wordt gegeten.